# ATR (utwór)
"ATR" – singel niemieckiego zespołu Atari Teenage Riot, wydany przez wytwórnię Phonogram w 1993 roku, kiedy zespół znany był pod nazwą ATR. W 1995 roku utwór został po pełnym tytułem "Atari Teenage Riot" wydany na debiutanckim albumie studyjnym zespołu 1995.

## Lista utworów
1. "ATR" - 3:11
2. "ATR" (Urban Riot Mix) (feat. Funki Dredd) - 3:11
3. "Midi Junkies" - 5:02
4. "Midi Junkies" (Berlin Mix) - 6:21